# بازی‌های سوکما ۲۰۲۲
بازی‌های سوکما ۲۰۲۲ (مالایی: Sukan Malaysia 2022) که به‌طور رسمی با نام بیستمین دورهٔ بازی‌های سوکما شناخته می‌شود (مالایی: Sukan Malaysia ke-20) و در نزد عموم تحت نام ام‌اس‌ان ۲۰۲۲ (MSN 2022) معروف است یک رویداد چندورزشی بود که از روز ۱۶ تا ۲۴ سپتامبر ۲۰۲۲ در کوالا لامپور برگزار گردید. طبق برنامه‌ریزی اولیه، قرار بود این بازی‌ها در ماه ژوئیه ۲۰۲۰ در جوهر برگزار گردد ولی به علت دنیاگیری کووید-۱۹ با نظر شورای ملی ورزش مالزی، کوالالامپور جایگزین جوهر گردید.